# Forældreansvarsloven
Forældreansvarsloven er en dansk lov, der trådte i kraft 1. oktober 2007. 
Loven handler om forældres ansvar for deres børn og fastslår bl.a., at fælles forældremyndighed er udgangspunktet, samt at børn skal inddrages i sager om forældremyndighed. Loven giver den af forældrene, der ikke måtte have del i forældremyndigheden, ret til at blive orienteret om barnets forhold. 
Nogle interesseorganisationer hævder, at loven vejer fraskilte forældres ret til samvær højere end barnets ret til en tryg barndom. Andre mener, at loven netop tilgodeser barnets ret til samvær med begge forældre, også hvis den ene skulle forsøge at blokere for samværet.